# Шопронкевешд
Шопронкевешд (мађ. Sopronkövesd) је насеље у западној Мађарској. Шопронкевешд је село у оквиру жупаније Ђер-Мошон-Шопрон

## Географија

### Локација
Шопронкевешд се налази 20 километара југоисточно од Шопрона, на западној граници Кишалфелда. Његове површинске воде сакупља поток Филеш а река Кардош извире на његовој западној граници.
Суседна насеља су: Перестег са севера, Нђлож са североистока, Рејтекмужај са истока, Леве и Велчеј са југа и Филеш (Никич), који већ припада Аустрији, са запада. Поред наведеног, њено административно подручје граничи се са истока са Ебергецем, са југоистока са Пустачаладом и Ујкером, а са југозапада са Шопронхорпачем.

## Историја
За његово постојање се зна од 1326. године, а од 1382. године припадао је породици Канижај. Првобитно насеље уништили су Турци 1529. године, а град је поново населио Надажди Тамаш са Хрватима из Славоније. Главни споменик града је неокласична црква, подигнута између 1806. и 1810. године на иницијативу Ференца Сеченија. Тренутно су скоро сви становници по националности Мађари.

## Страна имена
Немачко име села било је Гисинг (Gissing, Giessing, Kiesing), хрватско име је било Кевежда (Kevisda). Немачки Гисинг је превод мађарског облика имена, јер Кис, Кисиг и израз Кисинг такође означавају каменито тло. Насеље има четири имена на хрватском језику, од којих је један Кевешда. Хрвати из Копхазе су је звали Кавијежда, Хрвати из Фертохомока Кевиежда, а Перешњани Кивијежда.

## Становништво
Током пописа из 2011. године 90,6% становника изјаснило се као Мађари, 1,1% Хрвати, 2,3% Немци, 0,4% Румуни (8,9% се није изјаснило, због двојног идентитета, укупан број може бити већи и на 100%). Верска дистрибуција је била следећа: римокатолици 74,6%, реформисани 3%, лутерани 2,4%, неденоминациони 4,3% (14,3% се није изјаснило).